# سان بريسكو
سان بريسكو (بالإيطالية: San Prisco)‏ هي كومونا في مقاطعة كزرتة في منطقة كمبانية الإيطالية، وتقع على بعد 30 كيلومترًا (19 ميلًا) شمال نابولي، و5 كيلومترات (3 ميل) شمال غرب كزرتة.